# Kristtorn-ordenen
Kristtorn-ordenen (Aquifoliales) er en lille orden med fem familier. De har følgende fællestræk: Blomsterne er ret små. Frugterne er stenfrugtagtige med én kerne i hver sten.
| Familier |

- Cardiopteridaceae
- Helwingiaceae
- Kristtorn-familien (Aquifoliaceae)
- Phyllonomaceae
- Stemonuraceae